# Буковно
Буковно (пољ. Bukowno) је град у Пољској у Војводству Малопољском у Повјату олкушком. Према попису становништва из 2011. у граду је живело 10.509 становника.
.

## Становништво
Према прелиминарним подацима са пописа, у граду је 2011. живело 10.509 становника.
| 2002.  | 2011.  | 2012.  |
| ------ | ------ | ------ |
| 10.797 | 10.509 | 10.488 |